# Gérard Kerbrat
Pour les articles homonymes, voir Kerbrat.
Gérard Kerbrat, né le 1er avril 1956 à Brest,, est un coureur cycliste français. 

## Biographie
Chez les amateurs, Gérard Kerbrat devient notamment champion de Bretagne et champion de France du contre-la-montre par équipes. Il évolue ensuite au niveau professionnel de 1981 à 1983. Durant cette période, il remporte deux étapes du Tour de l'Avenir, et participe au Tour de France.
Il dispute sa dernière course officielle en septembre 1983. Son beau-père Jean Gainche a également été cycliste professionnel.

## Palmarès

### Palmarès amateur
- 1978
  - 2e du Grand Prix Gilbert-Bousquet
- 1979
  -  Champion de Bretagne sur route
- 1980
  -  Champion de France du contre-la-montre par équipes (avec Marc Madiot, Marc Gomez et Jean-Pierre Guernion)
  -  Champion de Bretagne sur route
  - 2e étape de l'Essor Breton
  - 2e de l'Essor Breton
  - 2e de la Flèche Finistérienne

### Palmarès professionnel
- 1981
  - 2ea et 5eb étapes du Tour de l'Avenir

## Résultats sur le Tour de France
1 participation
- 1982 : abandon (17e étape)